# 7656 Joemontani
7656 Joemontani è un asteroide della fascia principale. Scoperto nel 1992, presenta un'orbita caratterizzata da un semiasse maggiore pari a 3,0352863 UA e da un'eccentricità di 0,2053676, inclinata di 1,51107° rispetto all'eclittica.